# Alexander Lowen
Alexander Lowen (New York, 23 dicembre 1910 – New Canaan, 28 ottobre 2008) è stato uno psicoterapeuta e psichiatra statunitense.

## Biografia
Paziente e allievo di Wilhelm Reich, da lui conosciuto negli anni quaranta, Alexander Lowen è considerato il principale continuatore del suo approccio psicocorporeo. Negli anni cinquanta, dopo essersi laureato in medicina a Ginevra, in Svizzera, ha messo a punto, inizialmente insieme a John Pierrakos, un particolare approccio noto come Analisi bioenergetica e nel 1956 ha fondato a New York l'International Institute for Bioenergetic Analysis, di cui è stato direttore per quarant'anni.
L'insieme delle sue teorie e pratiche si è diffuso in tutto il mondo fin dagli anni settanta ed è molto noto anche in Italia, dove esistono diverse scuole che si rifanno alle sue teorie. La bioenergetica, che può essere definita un modo di comprendere la personalità in termini energetici, associa il lavoro sul corpo a quello sulla mente per aiutare le persone a risolvere i propri problemi esistenziali e relazionali e a realizzare al meglio le proprie capacità di provare piacere e gioia di vivere.
Lowen ha esercitato come psicoterapeuta a New York e a New Canaan nel Connecticut, dove è sempre vissuto, sino a un anno prima della sua morte. È autore di numerose pubblicazioni, tradotte in decine di lingue.